# Frasne-le-Château
 Frasne le Chateau es una comuna y población de Francia, en la región de Franco Condado, departamento de Alto Saona, en el distrito de Vesoul y cantón de Gy.
Su población en el censo de 1999 era de 228 habitantes.
Está integrada en la Communauté de communes des Monts de Gy.
 Frasne le Chateau  es una población y comuna francesa, situada en la región de Franco Condado, departamento de Alto Saona, en el distrito de Vesoul y cantón de Gy.

## Demografía
| 403 | 432 | 414 | 290 | 218 | 228 |
| Para los censos de 1962 a 1999 la población legal corresponde a la población sin duplicidades (Fuente: INSEE [Consultar]) |     |     |     |     |     |